# Nöttja ryaskog
Nöttja ryaskog är ett naturreservat i Ljungby kommun i Kronobergs län.
Reservatet är 2,1 hektar stort och är beläget mellan Torpa och Nöttja. Det avsattes redan 1956 som domänreservat och ombildades 1996 till naturreservat.
Området består till stor del av barrblandskog uppkommen på tidigare brända ljungbetesmarker. Sådana marker har tidigare kallats ryatallskog. Denna skogstyp var tidigare vanlig i området.
Skogen är cirka 110 år. Åldern på träden är varierande och det finns även enstaka döda träd. 